# Herbita chiomaria
Herbita chiomaria är en fjärilsart som beskrevs av William Schaus 1923. Herbita chiomaria ingår i släktet Herbita och familjen mätare. Inga underarter finns listade i Catalogue of Life.